# Покровский сельский округ (Любимский район)
Покровский сельский округ — административно-территориальная единица в Любимском районе Ярославской области России. Образован, как и остальные округа, после областной административно-территориальной реформы в 2002 году. Административный центр округа село Покров.
В административных границах Ермаковского, Кирилловского, Пигалевского и Покровского сельских округов образовано 1 января 2005 года муниципальное образование Ермаковское сельское поселение, в соответствии с законом Ярославской области № 65-з от 21 декабря 2004 года «О наименованиях, границах и статусе муниципальных образований Ярославской области».

## Населённые пункты
На территории сельского округа находятся 13 населённых пунктов.
| №  | Населённый пункт  | Тип населённого пункта | Население |
| -- | ----------------- | ---------------------- | --------- |
| 1  | Бряково           | деревня                | ↘0        |
| 2  | Железово          | деревня                | ↗24       |
| 3  | Зубово            | деревня                | ↘3        |
| 4  | Кулижский         | посёлок                | ↗2        |
| 5  | Нефедово          | деревня                | →0        |
| 6  | Носково           | деревня                | →0        |
| 7  | Палагино          | деревня                | ↘0        |
| 8  | Пирогово          | деревня                | →0        |
| 9  | Покров            | село                   | ↘149      |
| 10 | Родники           | деревня                | ↗6        |
| 11 | Семенково Большое | деревня                | ↗2        |
| 12 | Семенково Малое   | деревня                | ↗3        |
| 13 | Шипково           | деревня                | →0        |

### Упразднённые населённые пункты
В 2019 году упразднена деревня Косиково Покровского сельского округа.